# نظرية المعرفة الأفلاطونية

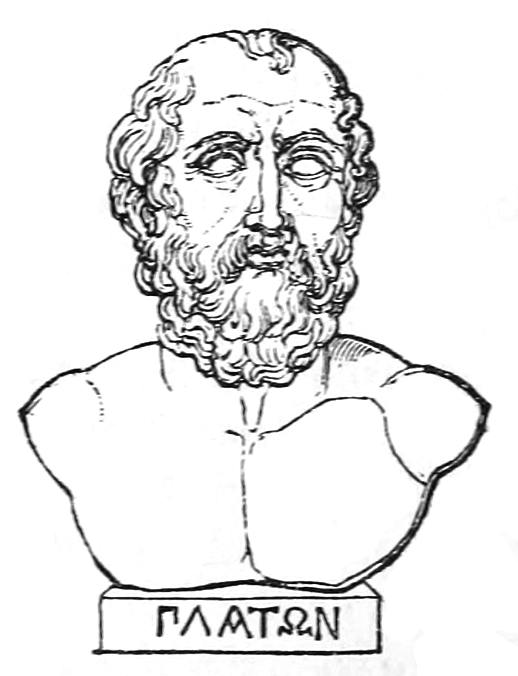
منحوته تخيلية لأفلاطون.

نظرية المعرفة الأفلاطونية تحوي على المعرفة الأفلاطونية والتي تقول أن الأفكار هي عملية فطرية وأن التعلم هو عملية استكشاف الأفكار المدفونة في أعماق الروح والتي هي في كثير من الأحيان تتم تحت تأثير المستجوب الذي يقوم بعمل مماثل لعمل القابلة. في عدة حوارات كتبها أفلاطون بلسان شخصية سقراط يعرض رأي سقراطي يرى أن وجدت الروح قبل الولادة بشكل الفضيلة و بمعرفة كاملة للأفكار. بذلك، يكون «التعلم» عنده هو مجرد تذكر.في.
لفت أفلاطون إلى الاختلاف الحاد بين المعرفة والتي هي مؤكدة وبين الرأي الصحيح، والتي هي غير مؤكدة. تستمد الآراء من التحولات في عالم الإحساس، بينما تستمد المعرفة من عالم الأشكال السرمدية فيما يسمى بالجوهر. أوضح هذه الأفكار في كتابه «الجمهورية» ، باستخدام استعارة الشمس، وقياس على تقسيم الخطوط ورمزية الكهف.